# 사가미-무사시 지진
사가미-무사시 지진(일본어: 相模・武蔵地震 さがみむさしじしん[*])은 헤이안 시대 전기인 율리우스력 878년 10월 28일(그레고리력 11월 1일, 간교 2년)에 일어난 지진이다. 지진이 일어난 해의 일본 연호를 따라 간교 지진(일본어: 元慶地震)이나 간교 간토 지진(일본어: 元慶の関東地震)이라고도 부른다. 추정 규모는 M7.4 정도이며 마쓰다 교수 등의 연구에서는 오차에 따라 M7.0-7.5 사이라고 추정하고 있다. 현대의 간토 지방 남부 지역에 가장 큰 피해를 가져왔다.

## 기록
당대를 기록한 고서적인 일본삼대실록에서는 다음과 같이 기록되어 있다.
29일 신유 밤에 지진이 일어났다. 간토 지역 국가의 땅이 크게 흔들렸다. 사가미와 무사시가 가장 심했다. 5-6일이 지날 때까지 지진이 끊이지 않았고 성 안의 모든 주택이 사람이 한 명도 없이 텅텅 비었다. 땅이 무너져 길이 끊기고 흙더미에 깔려 죽는 이가 적을 수도 없이 많았다.

廿九日、辛酉、夜、地震す。この日、関東諸国の地、大いに震裂す。相模・武蔵は特にもっとも甚だしとす。その後、五六日も、震動いまだ止まず、公私の屋舎は一つとして全きものなし。或いは地の窪陥して、往還通せず、百姓の圧死すること勝げて記すべからず。

같은 날 헤이안쿄에서도 지진을 느꼈다는 기록이 있으며, 같은 시각 간토 국가(긴키 지방, 주부 지방, 간토 지방)에 대지진이 일어났는데 사가미국과 무사시국을 중심으로 피해가 있었으며 5-6일 동안 여진이 계속되어 여러 가옥들이 붕괴되고 산사태가 일어나 땅이 꺼져 길이 막혔으며 사람들이 다수 흙더미에 압사하는 일이 일어났다고 기록되어 있다.
지진 3년 후엔 일본 삼대실록에서 다음과 같은 기록이 남아 있다.
3일 무인 사가미국에서 전언이 왔다. "고쿠분지에 있는 황금약사 6개 상, 하인보살 2개 상이 간교 3년 9월 29일 일어난 지진으로 파괴되고 전부 불에 탔습니다. 이를 복구하여 재건하기를 소망합니다." 태정관이 이것은 조간 15년 7월 28일 고쿠분지에 있다가 한희사에 가져간 고쿠분여승을 다시 옮기는 것을 어떻게 할지 논의하였다.

三日戊寅、相模国言す。「国分寺金色薬師丈六像一体、狭侍菩薩像二体、元慶三年九月廿九日、地震に遭いて、皆悉く摧破し、その後失火焼損す。望み請ふらくは造り改め、以て御願を修せむ。又、太政官の去る貞観十五年七月廿八日符に依り、漢河寺を以て、国分尼寺と為す。而して同日地震、堂舎頽壊す。請いにより旧の本尼寺を以て国分尼寺となさん」と。詔して并びに之を許す。

이 기사에서는 간교 3년 9월 29일 지진으로 사가미 고쿠분지의 본존 등 3개 불상이 손상되었고 이후 불이 나 완전히 파괴되어 사가미국이 고쿠분지의 수조를 신청하였고 조간 15년 고쿠분지에 있다가 한희사로 옮긴 고쿠분여승을 원래 있던 고쿠분지로 옮기는 것을 묻고 이를 허한다고 기록되어 있다. 간교 3년 9월 29일에는 지진 기록이 없었기 때문에 간교 3년이라는 글자는 간교 2년의 오기로 보이며 이는 878년 일어난 사가미-무사시 지진의 피해로 보인다고 추정했다.
지진고고학에 따른 진원 단층은 5세기에서 18세기 사이 마지막으로 활동했던 이세하라 단층, 혹은 9세기 경 사가미만 연안에서 급격한 융기가 일어났던 흔적이 보임에 따라 사가미 해곡에서 일어난 판 경계간 거대지진 둘 중 하나로 추정된다.

## 전후 기타 지진
- 본진 9년 전인 869년 7월 9일(양력 7월 13일) 일본 해구에서 조간 지진이 일어났다.
- 본진 약 9년 후인 887년 8월 22일(양력 8월 26일) 난카이 해곡에서 닌나 지진이 일어났다.

## 같이 보기
- 미나미칸토 직하지진

## 참고 문헌
- 松田時彦、由井将雄、松島義章 ほか、伊勢原断層(神奈川県)の試錐による地下調査 : 過去約7000年間の堆積環境と元慶2年地震の変位 東京大学地震研究所 『東京大学地震研究所彙報』 63巻 2号 p.145-182, hdl:2261/13014
- 日本三代実録 朝日新聞社本
- 元慶2年（878）の相模・武蔵地震（岡崎の平野の地震断層）：平塚市博物館